# 戸越銀次郎
戸越 銀次郎（とごし ぎんじろう）は、東京都品川区戸越銀座商店街のマスコットキャラクター。「銀ちゃん」、「ギンちゃん」と通称されることもある。

## プロフィール
- 2004年8月29日 - 戸越銀座商店街、商店街デビュー[2][3]。
- ニックネーム：ギンちゃん
- 誕生日：ノラ猫なのでわからない。年齢不詳（うっかりしてて、数えたことがなかった）
- 特技：お買い物
- 趣味：お散歩・懐メロ
- 種別：ノラ猫（ほ乳類 ネコ目 ネコ科　学名：ホシネコ）
- 性別：男の子
- 性格：明るく元気
- 住所：戸越銀座商店街
- 職業：家事手伝い

## 概要
デザイナーである犬山秋彦がデザイン。
好物はコロッケ、特技はお買い物、近年はピアノ演奏等も披露している。頭の星模様や手のひらの肉球に触れるとハッピーになるとも言われている。言葉を発する際は語尾が「～だゴシ」と訛る。商店街を散歩していた所をスカウトされ、マスコットキャラクターとなったとされる。
商店街では、銀ちゃんの写真やイラストを模した様々なポスターや像等が見られる他、毎月商店街で行われる定例散歩や銀六祭を始めとするイベントに銀ちゃんが登場する等の活動をしている。また、商店街に関連するテレビやその他メディアにも登場し、戸越銀座宣伝部長として地域活性化の役割も担っている。銀ちゃんが兄貴分として慕うキャラクターにスパンキーがいる。